# Julio Peralta
 Julio Leonardo Peralta Martínez (Santiago de Chile, 9 de setembro de 1981) é um tenista profissional chileno.

## ATP Tour finais

### Duplas: 1 (1 título)
| Legenda                           |
| --------------------------------- |
| Grand Slam (0–0)                  |
| ATP World Tour Finals (0–0)       |
| ATP World Tour Masters 1000 (0–0) |
| ATP World Tour 500 Series (0–0)   |
| ATP World Tour 250 Series (1–0)   |

| Finais por piso |
| --------------- |
| Duro (0–0)      |
| Saibro (1–0)    |
| Grama (0–0)     |
| Carpete (0–0)   |

| Resultado | N. | Data              | Torneio                        | Piso   | Parceiro         | Oponentes                         | Placar           |
| --------- | -- | ----------------- | ------------------------------ | ------ | ---------------- | --------------------------------- | ---------------- |
| Campeão   | 1. | 27 Fevereiro 2016 | Brasil Open, São Paulo, Brasil | Saibro | Horacio Zeballos | Pablo Carreño Busta David Marrero | 4–6, 6–1, [10–5] |